# Glaucocharis albilinealis
Glaucocharis albilinealis là một loài bướm đêm trong họ Crambidae.